# Trepanation

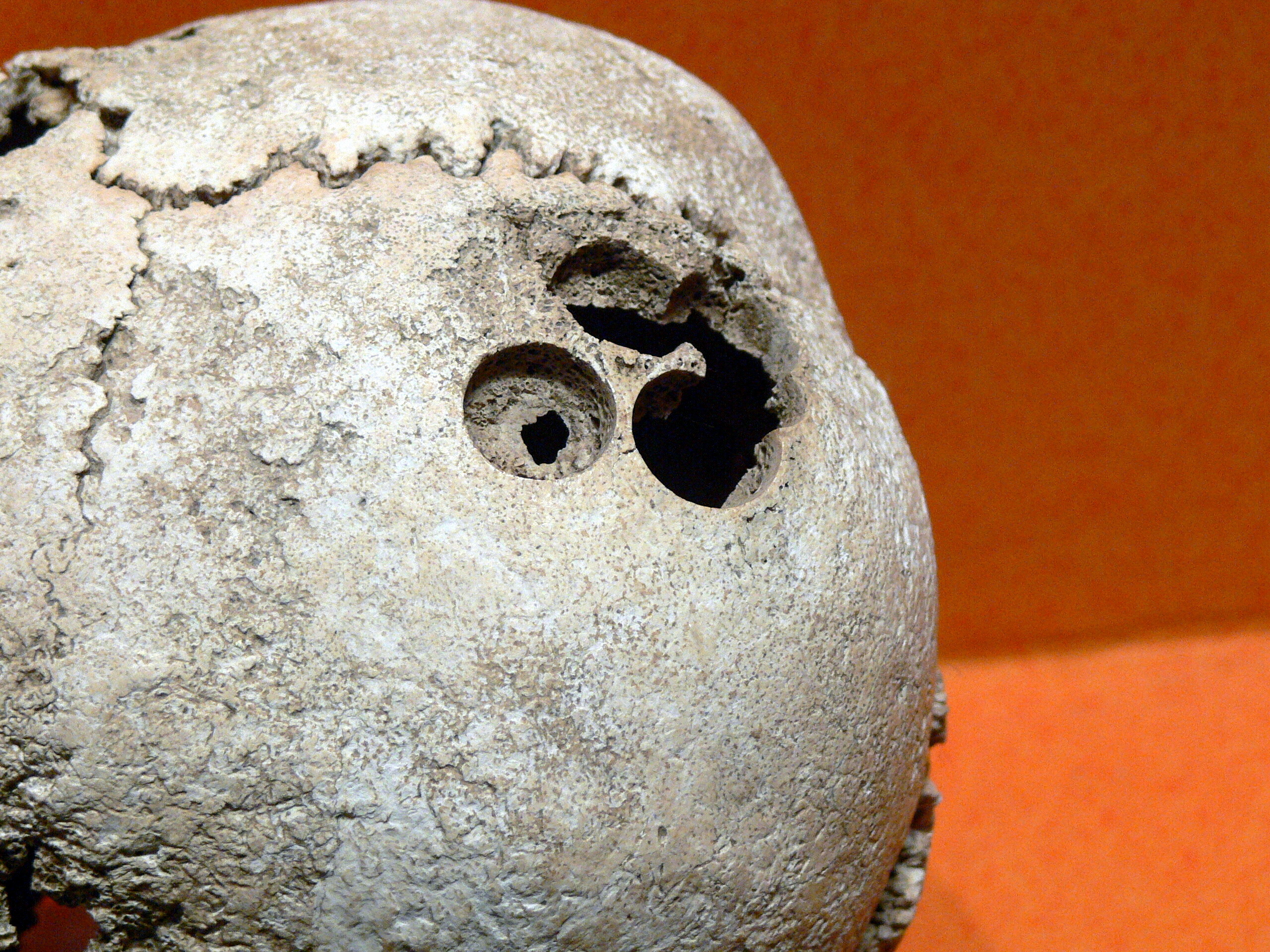
Gebohrte Trepanationslöcher in einem menschlichen Schädel (Museo del Sitio von Monte Albán)

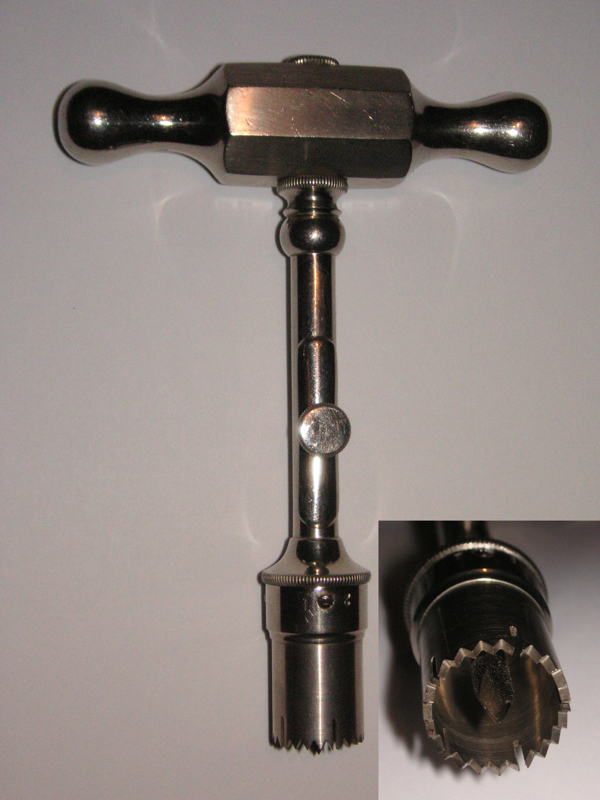
Trepanierbohrer aus den 1950er Jahren

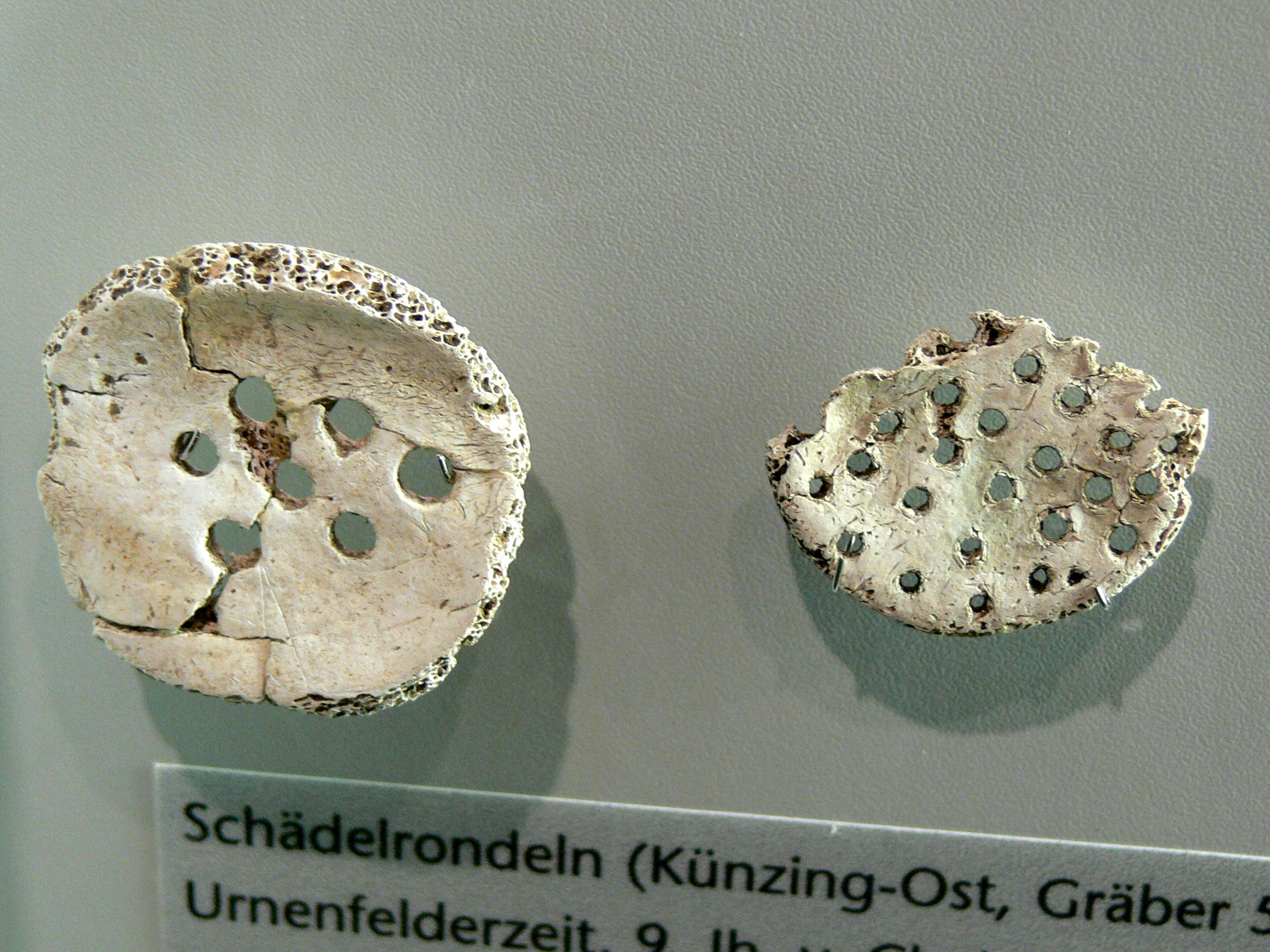
Amulette (Schädelrondeln) aus Rundstücken menschlichen Schädelknochens, die durch eine Trepanation entstanden (Museum Quintana. Urnenfelder-Kultur, 9. Jh. v. Chr.)

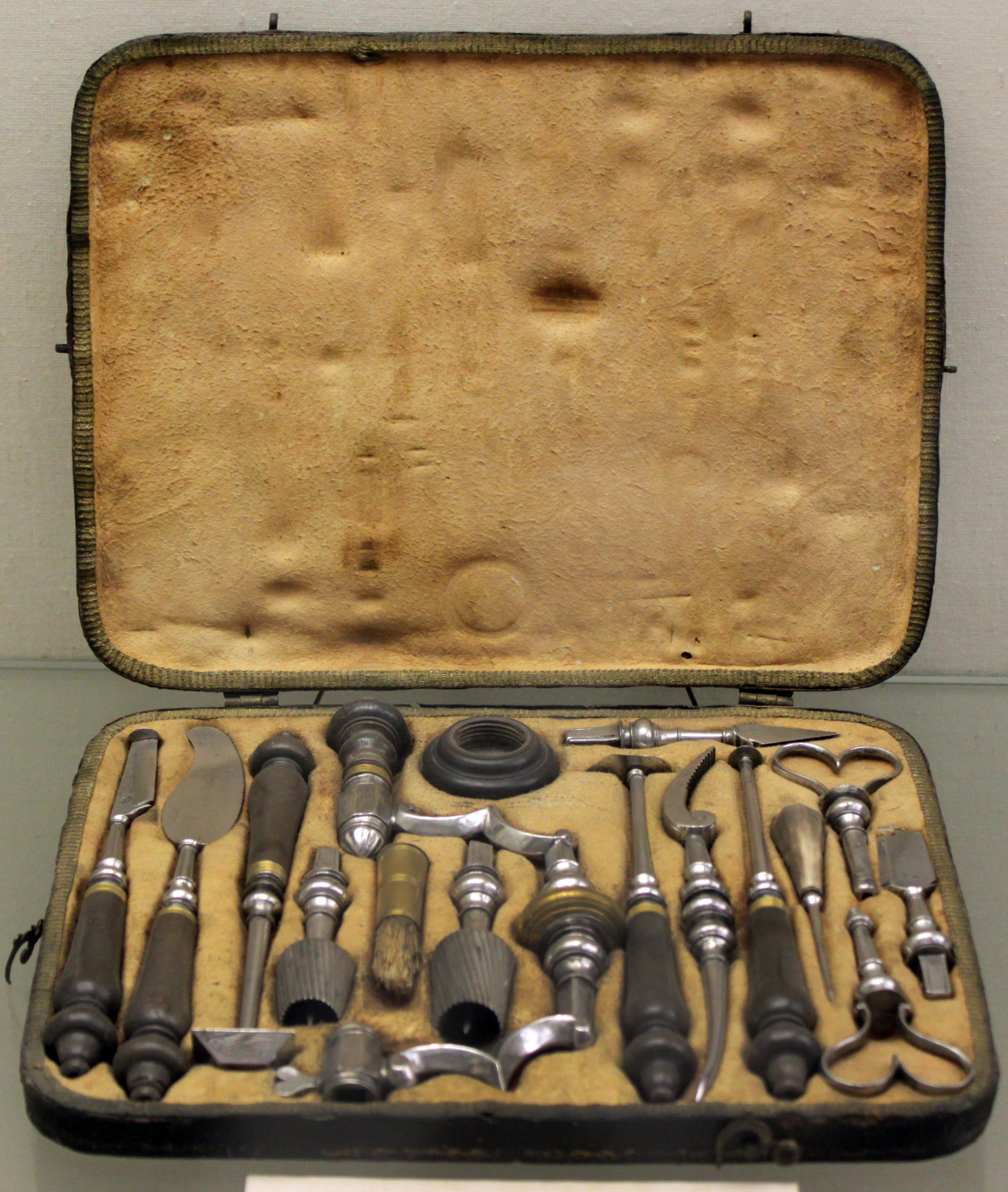
Trepanationsbesteck (18. Jh., Germanisches Nationalmuseum Nürnberg)

Trepanation (über mittellateinisch trepanatio „operative Öffnung der Schädeldecke durch Bohren“ aus mittellateinisch trepanum „Bohrer“ von altgriechisch τρύπανον trýpanon „Bohrer“) beschreibt operative Verfahren, bei denen eine knöchern oder auf andere Weise fest umschlossene Körperhöhle mechanisch, meist durch Anbohren, eröffnet wird.

## Medizin

### Schädelchirurgie
In der Neurochirurgie bezeichnet Trepanation die Schädeltrepanation (Kraniotomie oder Schädelöffnung), also die operative Öffnung des Schädels, entweder um operative Eingriffe im Schädelinnern vorzunehmen, um Abszesse zu behandeln, eingedrungene Projektile zu entfernen, oder zur Senkung des Schädelinnendrucks (Entlastungstrepanation, Dekompressionstrepanation).
Die Öffnung des Schädels, teilweise einschließlich der Hirnhäute, kann entweder in Form einer Bohrung (Trepanation) oder auch der temporären Entfernung eines Teiles des Schädelknochens (dekompressive Kraniektomie oder Schädelresektion) geschehen. Bis zum Wiedereinsetzen des Knochenstücks wird dieses entweder im Bauchraum des Patienten zwischengelagert, oder bei −80 °C kryokonserviert. Bei der Trepanation des Schädels kommen zwei verschiedene Operationsverfahren zur Anwendung: Bei der osteoplastischen Trepanation wird das aus dem Schädel entnommene Knochenstück wieder zum Verschluss der Operationswunde verwendet; bei der moderneren osteoklastischen Trepanation wird die entstandene Wunde auf andere Art geschlossen, beispielsweise durch Implantate aus Metall oder Kunststoff.
Die Trepanation ist ein Standardeingriff mit kurzer OP-Dauer, oft weniger als einer Stunde. Über das Schädelloch können Katheter und Drainagen eingelegt werden, beispielsweise zur Entlastung eines raumfordernden Hämatoms oder bei erhöhtem Hirndruck als Liquordrainage zum Abfluss des Hirnwassers (Liquor).

### Augenheilkunde
Die Elliot-Trepanation in der Augenheilkunde ist ein Verfahren zur Therapie des Glaukoms, bei dem der Augapfel operativ eröffnet und ein künstlicher Abfluss für das Kammerwasser unter die Bindehaut geschaffen wird. Der Eingriff ist heute nahezu vollständig von der gedeckten Goniotrepanation nach Elliot & Fronimopoulos verdrängt worden.O.-E. Schnaudigel: Langzeitergebnisse nach gedeckter Goniotrepanation (Elliot-Fronimopoulos). In: Klinische Monatsblätter für Augenheilkunde. Band 184, Nr. 03, 1984, ISSN 0023-2165, S. 202–203, doi:10.1055/s-2008-1054442 (thieme-connect.de).

### Zahnheilkunde
In der Zahnmedizin bezeichnet man die Eröffnung des Pulpahöhle (Hohlraum im Inneren eines Zahnes, der den „Zahnnerv“ enthält) als Trepanation. Diese wird z. B. vor einer Wurzelkanalbehandlung nötig, um die Eingänge der Wurzelkanäle darzustellen, welche dann mit Wurzelkanalinstrumenten gereinigt, desinfiziert und möglichst vollständig gefüllt werden können. Daneben wird selten die Trepanation des Kieferknochens (Schrödersche Lüftung) durchgeführt, um bei einer akuten apikalen Parodontitis einen Abfluss für das Sekret (Eiter) zu schaffen.

### Nageltrepanation
Bei stumpfen Traumata im Bereich der Fuß- oder Fingernägel kann es zu einem subungualen Hämatom kommen. Aufgrund der Blutansammlung unter dem Nagel als Widerlager wird auf das empfindliche Gewebe ein schmerzhafter Druck ausgeübt. Ferner kann es zur Anhebung des Nagels kommen. Zur Schmerzminderung wird der Nagel punktiert, bis Blut austritt. Im medizinischen Bereich wird hierfür meistens eine sterile Kanüle verwendet, welche rotierend als Bohrer wirkt. Im häuslichen Bereich kann auch eine glühend erhitzte Büroklammer als Notlösung eingesetzt werden.

## Geschichte der Schädeltrepanation

### Entdeckungsgeschichte früher Schädeleingriffe
Ab etwa 1865 wurden weltweit Schädel mit Öffnungen gefunden, deren Zustandekommen nicht durch Kämpfe oder Unfälle erklärbar war. Eine erste Untersuchung zu Eingriffen am Schädel erschien 1867 durch Paul Broca (1824–1880), der einen peruanischen Schädel untersucht und festgestellt hatte, dass das Individuum den Eingriff längere Zeit überlebt hatte. Der Anthropologe Broca entdeckte auch an einigen der 1873 gefundenen „vordiluvialen“ Schädel Anzeichen von Heilungsprozessen an den Knochenrändern, womit belegt war, dass erfolgreiche Schädelöffnungen an lebenden Menschen schon sehr früh durchgeführt worden waren. Diese Schädel hatte der französische Arzt Pierre-Barthélémy Prunières (1828–1893) im Département Lozère entdeckt. Damals nahm man an, dass die Knochenstücke nach dem Tod ausgeschnitten worden waren, um sie als Schmuck bzw. Amulett zu tragen.

### Urgeschichte

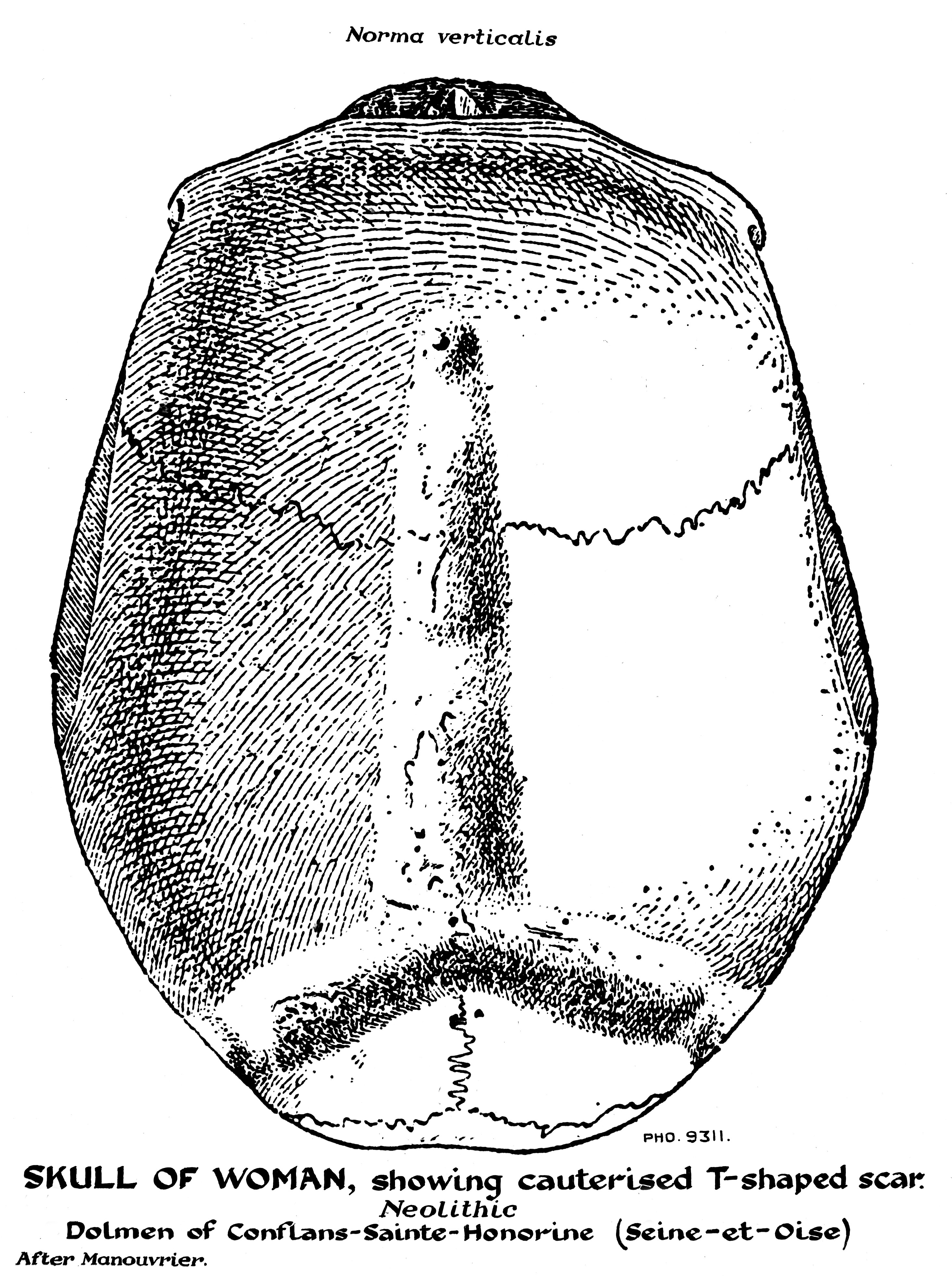
Frauenschädel mit T-förmiger Trepanationsnarbe aus Frankreich

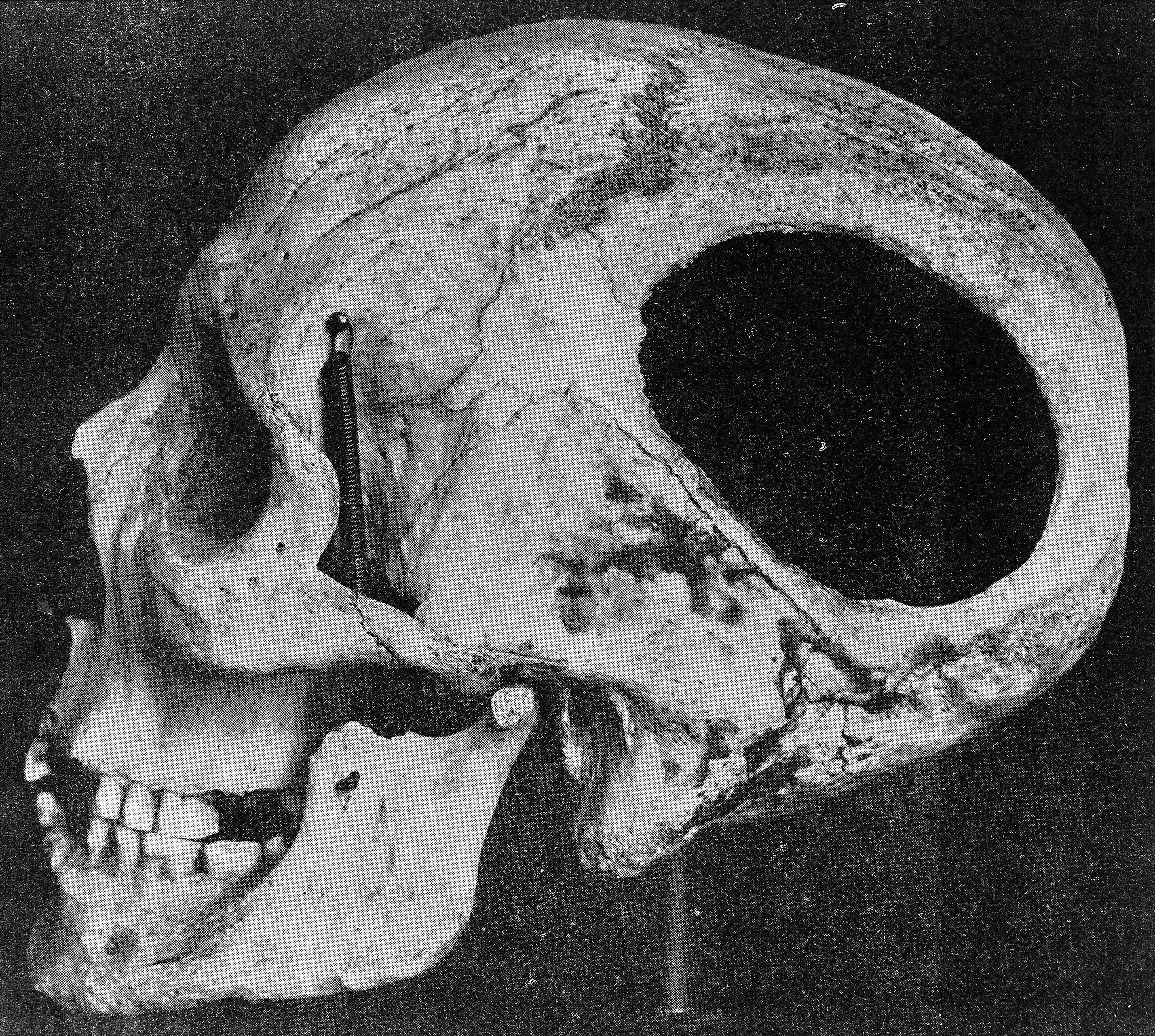
Trepanation aus der Höhle von Nogent-sur-Oise

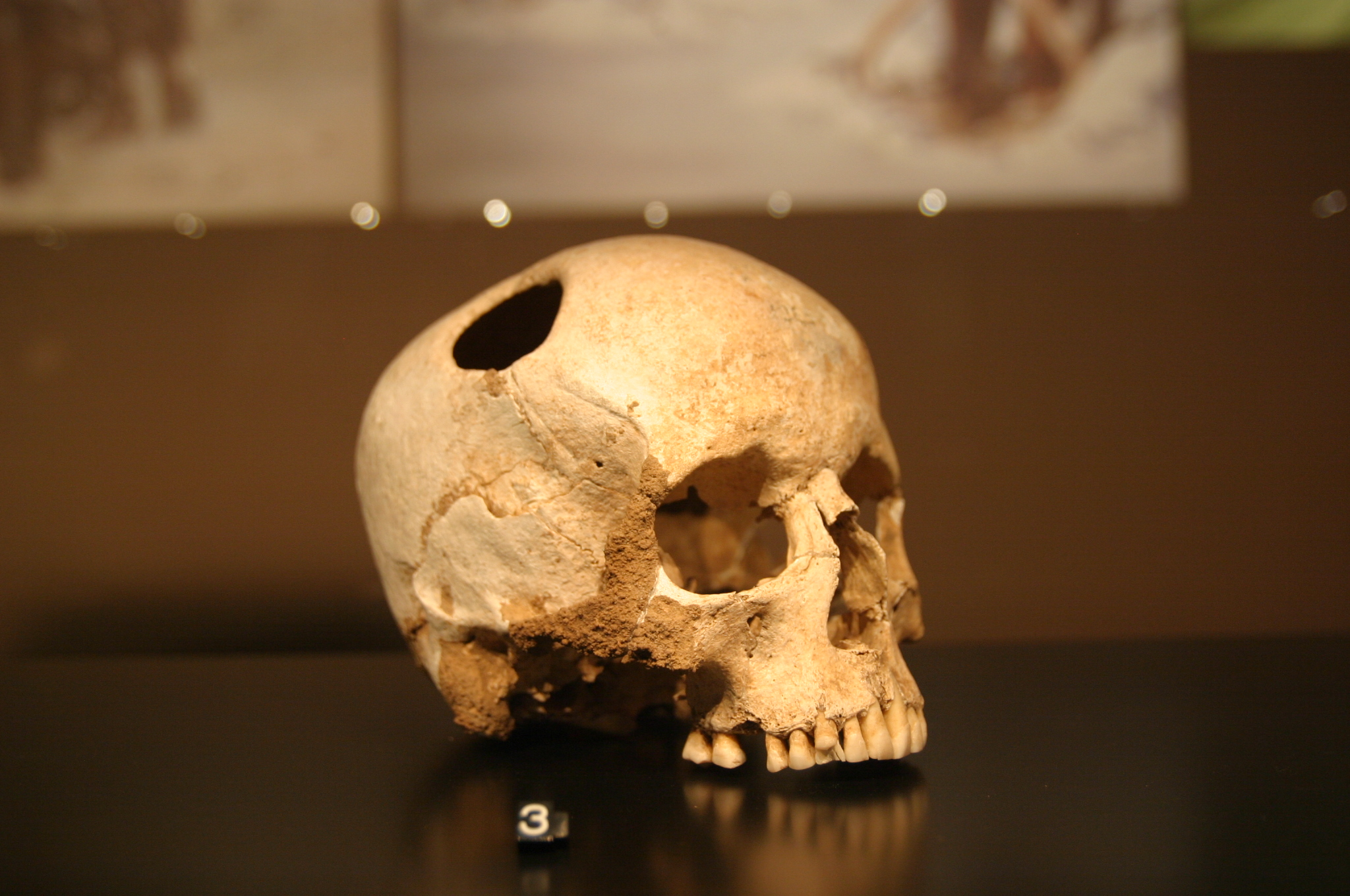
Trepanierter Schädel aus der Jungsteinzeit

Die frühesten Trepanationen (im Sinne von Schädelöffnungen) sind aus Marokko bekannt; sie wurden auf 12.000 bis 11.000 BP datiert. Sie können ab etwa 10.000 v. Chr. bei europäischen Mesolithikern belegt werden (z. B. in der Ukraine und Russland), Asien (z. B. im Natufien bei Jericho (8350 bis 6000 v. Chr.) und Anatolien) und ab dem Neolithikum in Ostasien. (z. B. in China). Hingegen ließen sich Trepanationen in Südamerika lange Zeit erst ab 400 v. Chr. belegen.
In Südamerika wurden etwa 3000 Trepanationen auf medizinische oder kulturelle Zusammenhänge hin betrachtet. Mehr als 100 neolithische Trepanationen aus Frankreich, die meisten aus der Seine-Oise-Marne-Kultur (Département Lozère), wurden anthropologisch untersucht. Die von Trägern der Walternienburg-Bernburger Kultur vorgenommenen Trepanationen sind – wie man an den verheilten Wundrändern erkennen kann – in den meisten Fällen überlebt worden.
Als ältester trepanierter Schädel West- und Mitteleuropas gilt ein zwischen 5200 und 4900 v. Chr. zu datierender Männerschädel, der 1996 in Ensisheim im Elsass gefunden wurde. Der älteste in Deutschland gefundene, ebenfalls zu einem Mann gehörige trepanierte Schädel stammt aus der mittleren Steinzeit und wurde in Jechtingen am Kaiserstuhl gefunden. Nach Untersuchungen zur Trepanationshäufigkeit und -technik in der Jungsteinzeit Mitteleuropas, publiziert 1999, ergibt sich folgendes Bild: Von den 113 untersuchten Schädeln und acht Fragmenten wiesen sechs Trepanationsspuren (fünf vollendet) auf. Vier der Schädel waren männlich. In der Nekropole von St. Urnel en Plomeur im Département Finistère wurde in den 1950er Jahren eine Trepanation mit Heilungsspuren entdeckt, bei der fast die gesamte Scheiteldecke fehlt.
Trepanationsöffnungen der Steinzeit haben eine runde oder ovale Form, andere eine rechteckige, quadratische oder T-förmige (Ostfrankreich). Die zur Trepanation benutzten Werkzeuge sind unbekannt, die Benutzung von Muschelschalen konnte elektronenmikroskopisch an den Knochenrändern nachgewiesen werden. Bei rechteckigen oder quadratischen Trepanationen sind in den Ecken der erhaltenen Schädelknochen zumeist Sägespuren erkennbar. Das Schädelrondell von Vanselow ist eine gelochte Scheibe aus entnommenen Knochenmaterial, das als Talisman etc. getragen wurde. Es handelt sich dabei um einen Einzelfund aus den Ablagerungen eines Spülfeldes, so dass es keine Anhaltspunkte für eine chronologische Einordnung gibt. Die fast runde Knochenscheibe hat einen Durchmesser von 4,05 bis 4,15 cm und ist auf der Oberfläche mit Punkten verziert. Eine radial verzierte und doppelt durchlochte, aus einer Schädelkalotte erstellte Scheibe fand sich in einem Frauengrab auf dem schnurkeramischen Gräberfeld „Wöllerspfad“ südlich von Lauda-Königshofen im Main-Tauber-Kreis.

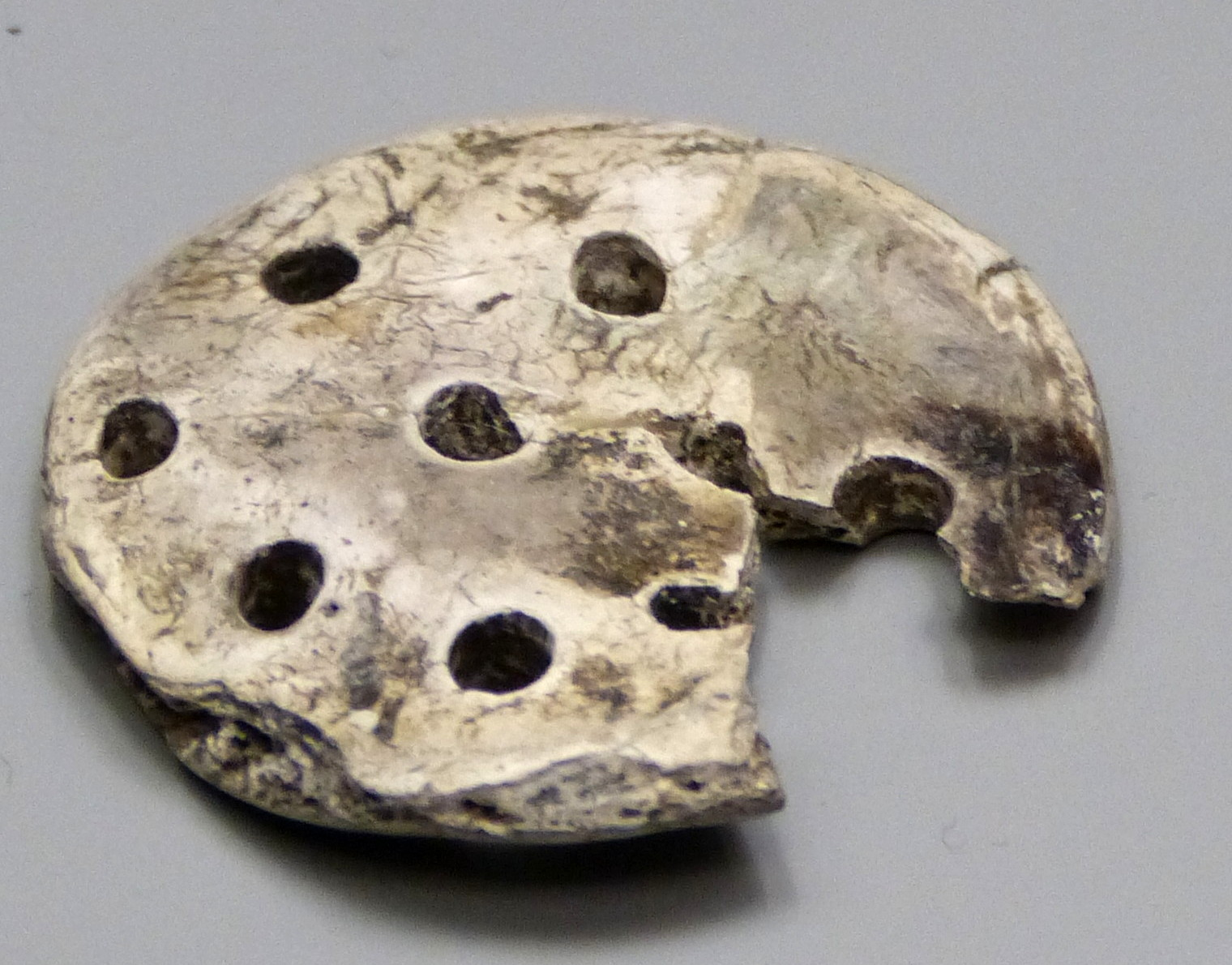
Schädelamulett aus einer Trepanation, Archäologische Staatssammlung München; fotografiert im ehemaligen Niederbayerischen Archäologiemuseum Landau an der Isar.

An vom DAI untersuchten südrussischen Schädeln wurde als gemeinsames Merkmal festgestellt, dass alle Löcher an derselben Stelle des Schädels, mittig, oberhalb des Hinterhauptes lagen. Die immer gleiche Lokalisation der Löcher ist eine ungewohnte Beobachtung. Hinzu kommt, dass der Platz aufgrund anatomischer Besonderheiten zu den gefährlichsten für eine Schädeleröffnung gehört. Dies sowie fehlende Hinweise auf Frakturen oder Erkrankungen am Schädel deuten auf einen rituellen Operationsgrund.
Da sich die Ursachen für Trepanationen nicht auf medizinische Gründe zurückführen lassen, sondern auch kultisch-rituelle Handlungen zu solchen operativen Eingriffen führen, lässt sich nicht ausschließen, dass Trepanationsscheiben bei Opferhandlungen eine Rolle gespielt haben. Besonders in Schachthöhlen finden sich häufig solche aus Schädeln geschnittene Knochenscheiben in urnenfelder- und frühlatenezeitlichen Schichten. Gelegentlich kommen sie auch in Gräbern vor, z. B. in einem urnenfelderzeitlichen Brandgrab in Wallersdorf. Aus Oberfranken sind acht Fundorte von Trepanationsscheiben bekannt: Ahorntal-Kirchahorn, Pegnitz-Büchenbach, Staffelstein-Wolfsdorf, Lichtenfels-Köttel, Heiligenstadt, Hollfeld-Loch, Veldensteiner Forst und Waischenfeld-Rabeneck. Ein Stück mit 64 Lochungen stammt aus einer der oberpfälzischen Lupberghöhlen.
Es wird angenommen, dass steinzeitliche Trepanationen aus kulturellen Gründen vorgenommen wurden. Eine Erklärung besteht darin, dass eingedrungene Dämonen durch die geschaffene Öffnung entweichen würden. Es gibt Hinweise, dass aus dem Schädel entfernte Knochenstücke durchbohrt als Amulett o. Ä. getragen wurden. Allerdings sind diese teilweise so groß, dass ein Überleben des Patienten recht unwahrscheinlich ist.

### Altertum
Trepanation war bereits vor 5000 Jahren bekannt und ist in vielen Regionen nachweisbar. Aus Papyri ist bekannt, dass spätestens im 3. Jahrtausend v. Chr. in Ägypten Schädel geöffnet wurden. Einige Schädelfunde bestätigen dies. Im Gräberrund B in Mykene wurde ein etwa 1600 v. Chr. bestatteter Mann mit Spuren einer Trepanation gefunden.
Der griechische Arzt Hippokrates (ca. 460–370 v. Chr.), der bei Erblindungsgefahr Dekompressionstrepanationen empfohlen hatte, benutzte für Schädelöffnungen Perforativ- und Krontrepan, des Weiteren wurden in der Antike Bogenbohrer zur Trepanation benutzt. Zur Behandlung von schweren Schädelverletzungen wendete auch Aulus Cornelius Celsus und Paulos von Aigina Schädeltrepanationen an. Dem Arzt Galenos standen verschiedene Kronentrepan-Drillbohrer mit auswechselbarer Bohrspitze zur Verfügung. Zudem verfügte er über Meißel und Schaber. Bei im „Bingener Arztgrab“ gefundenen Kronentrepanen aus der Zeit um 200 n. Chr. handelt es sich um Bohrer mit auswechselbaren Kronen und zentralem Dorn unterschiedlicher Länge zur schrittweisen Trepanation, die stark dem modernen Hohlbohrer nach Cloward zur Entnahme von Knochendübeln ähneln.

### Mittelalter
Medizinische Trepanationen sind im frühen Mittelalter im Südwesten Deutschlands belegt. Schädelfunde aus dem 6. und dem 8. Jahrhundert legen nahe, dass Patienten die Operationen meist überlebten und es nur selten zu Infektionen kam.
In Ungarn kam es zwischen dem 10. und 12. Jahrhundert zu symbolischen Trepanationen zu kultischen Zwecken. Sie wurden nur an Erwachsenen vorgenommen, meist an Männern, manchmal paarweise und dann meist symmetrisch ausgeführt. Diese Trepanationen nahmen mit Ausbreitung des Christentums rapide ab und verschwanden zu Beginn des 12. Jahrhunderts völlig.

### Neuzeit

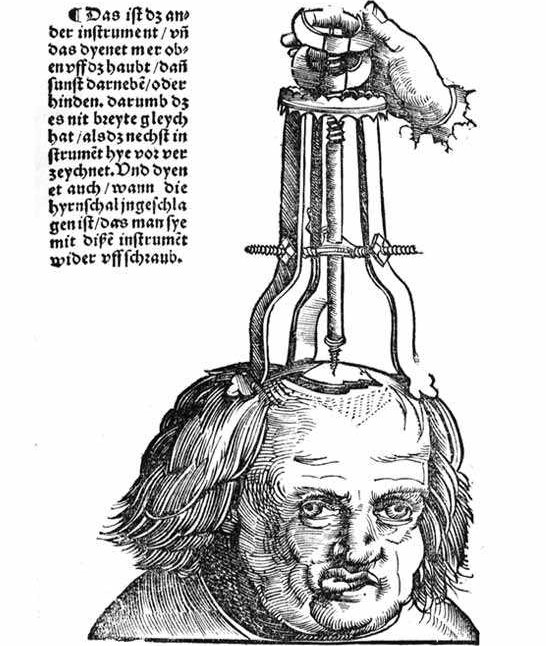
Kraniotomie bei Hans von Gersdorff

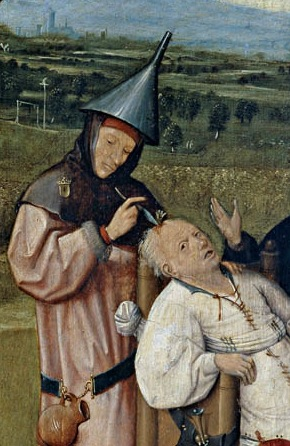
Hieronymus Bosch – Detail: Entfernung des Wahnsinnssteines

Im 16. Jahrhundert setzte man, neben den typischen Werkzeugen wie Hammer, Meißel oder Messer, auch Schraubapparate, wie bei Hans von Gersdorff dargestellt, oder primitive Bohrgeräte zur Trepanation ein. Neben den echten Ärzten gab es auch Scharlatane und Betrüger, die den Patienten gegen Geld angeblich Steine, Metall oder gar Tiere aus dem Kopf schnitten. Eine fiktive Kopfoperation wird in dem Gemälde „Die Narrenheilung“ von Hieronymus Bosch dargestellt. Im Jahr 1671 empfahl Markus Aurelius Severinus die Trepanation zur Therapie von Psychosen wie Melancholie und Manie, was sich auf angebliche Erfahrungen von Antonius Guanerius mit Schädelöffnungen bezog. Den Höhepunkt erfuhr die Trepanation in Mitteleuropa im 18. und 19. Jahrhundert. Damals stieg auch die Sterblichkeit rapide an. Percival Pott trepanierte alle Schädelbrüche, Johann Leberecht Schmucker schränkte Trepanationen 1774 sehr ein und Desault hielt 1791 nichts von dieser Methode.
Im Jahr 1827 schilderte der Chirurg Nathan Smith die Trepanation zur Behandlung der Osteomyelitis.
Die Chirurgen Victor Horsley und Harvey Cushing führten bei inoperablen raumfordernden Prozessen palliative temporo-basale Dekompressionsmaßnahmen durch.

### Trepanationen bei den Kisii (Ostafrika)
Die ersten schriftlichen Überlieferungen über die ostafrikanischen Trepanationen stammen von britischen und deutschen Beamten und Ärzten Ende des 19. Jahrhunderts im Volk der Kisii im Hochland Westkenias. In Europa wurden diese Trepanationen erst um 1957 bekannt, als britische Ärzte erfolgreiche Schädeltrepanationen fotografierten und veröffentlichten. Sie konnten zwischen 20 und 35 Medizinmänner ausfindig machen, die noch Schädelöffnungen vornahmen. Erstmals wurde eine Trepanation 1958 von dem Österreicher Max Lersch gefilmt, womit auch bestätigt wurde, dass keine Betäubungsmittel eingesetzt wurden. 1979 zählte der deutsche Arzt Rolf Meschig nur noch sechs Schädelöffner.